# Московське (Багратіоновський район, Гвардійське сільське поселення)
Московське (рос. Московское) — селище Багратіоновського району, Калінінградської області Росії. Входить до складу Гвардійського сільського поселення.
Населення —  60 осіб (2015 рік). 